# Нептун (басейн, Маріуполь)
47°07′50″ пн. ш. 37°34′04″ сх. д. / 47.13053780341° пн. ш. 37.567732703072° сх. д.
«Нептун» — критий спортивний плавальний басейн у Маріуполі, Розмір чаші 50 Х 21 метрів. Побудований в 1970 році. Тренувальна база багаторазового чемпіона України з водному поло команда «Маріуполь», а також місце проведення матчів чемпіонату України з водного поло. Орендується ПАТ ММК ім. Ілліча.
Також басейн є базовим для ДЮСШ № 1, де тренуються молоді ватерполісти, стрибуни у воду, плавці. В 2008 році проведено відновлювальний ремонт, після чого плавбасейн став одним з кращих в Україні.